# 圣方济各广场 (卡塔尼亚)
圣方济各广场（Piazza San Francesco d'Assisi）是一个广场，位于意大利西西里卡塔尼亚历史悠久的老城区。

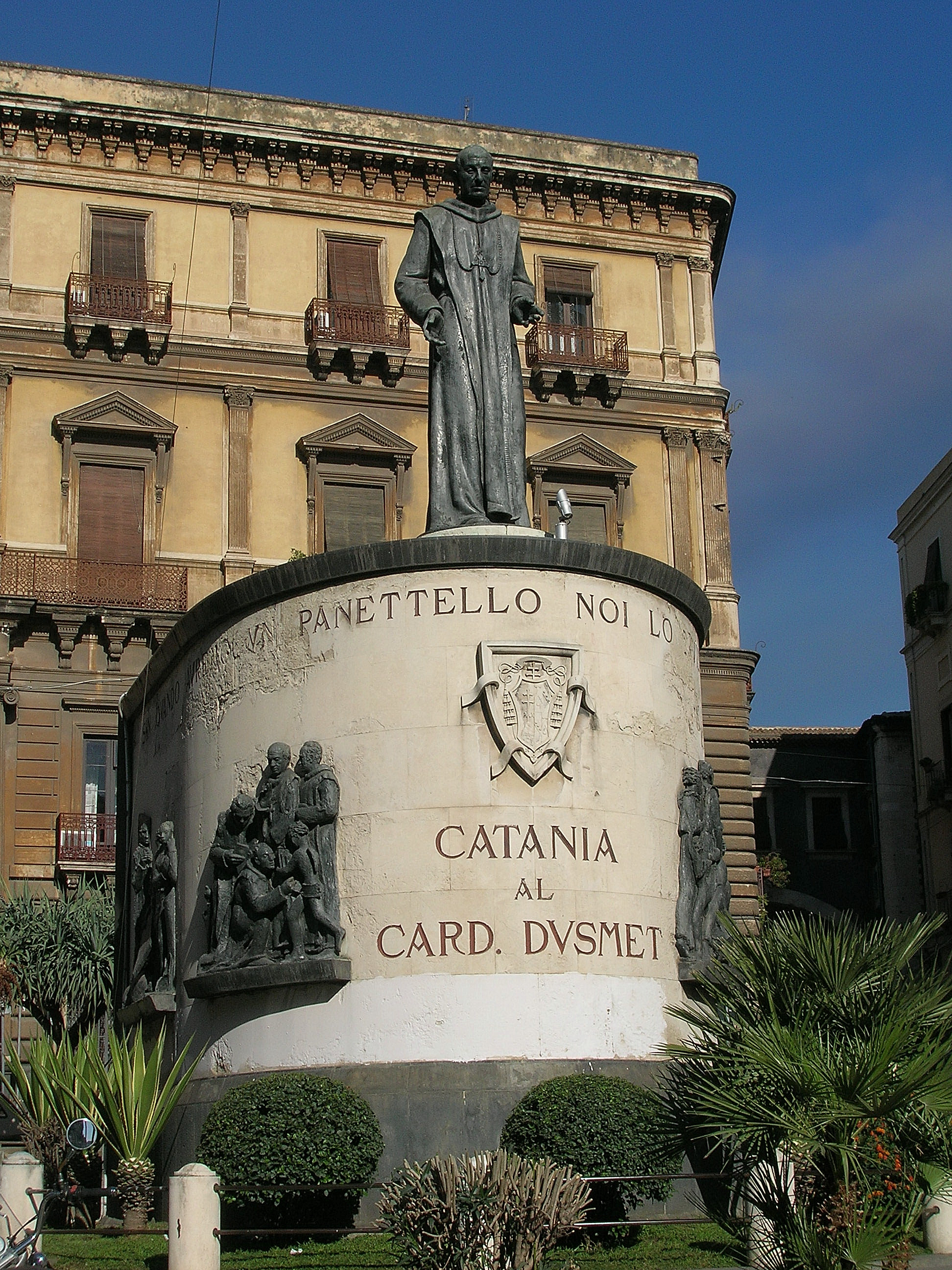
杜斯梅特枢机纪念碑

在广场上，矗立着令人印象深刻的圣方济各堂（Chiesa di San Francesco d'Assisi all'Immacolata）。广场中心则矗立着若瑟·本笃·杜斯梅特枢机的雕像（1932年）。
教堂对面，是优雅的格拉维纳宫（Palazzo Gravina Cruyllas），设有贝利尼博物馆和埃米利奥格列柯博物馆。广场上另一座贵族府邸是令人印象深刻的普拉塔尼亚宫（Palazzo Platania）。